# Ivor Cutler

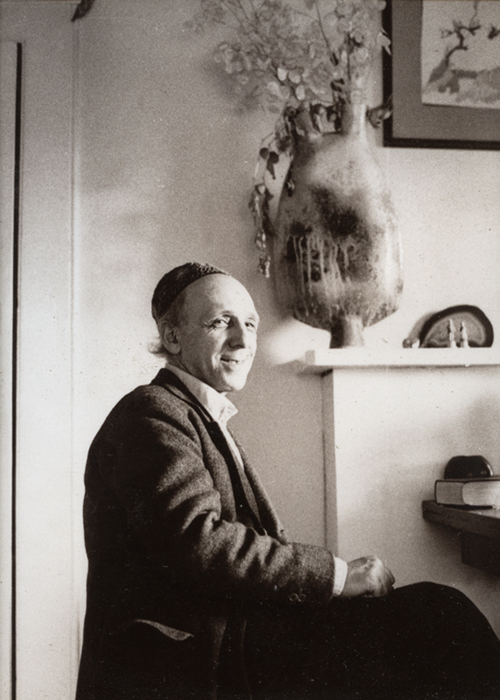
Cutler in 1973

Ivor Cutler (Glasgow, 15 januari 1923 — 3 maart 2006) was een Schots dichter, muzikant en performer.
Cutler kwam uit een joods gezin in Glasgow. Tijdens de Tweede Wereldoorlog ging bij de Royal Air Force, maar zijn gebrek aan concentratie was een hindernis, en na zijn ontslag ging hij in Londen als muziekleraar aan de slag. In de jaren 50 begon hij poëzie te schrijven en verscheen voor het eerst op de BBC Home Service. Hij was een permissieve leraar en radicaal gekant tegen lijfstraffen, maar hij was tevens zeer intolerant tegenover lawaai, en zijn hele leven klaagde hij dat er overal te veel rumoer en achtergrondgeluid was, waardoor hij steeds oordopjes bij zich droeg.
In de jaren 60 maakte hij steeds meer programma’s voor de BBC en werd hij door Paul McCartney opgemerkt, die hem vroeg mee te werken aan de Beatles-film Magical Mystery Tour. Vanaf 1969 nam hij tevens geregeld een sessie bij John Peel op. Cutlers gebruikelijke instrumenten waren de piano en het harmonium. In de jaren 70 zou hij ook voor Robert Wyatt werken, die hem bij Virgin Records binnenhaalde. Ivor Cutler ontwikkelde een aanzienlijk cultpubliek, dat vrijwel alle leeftijdsgroepen omspande.
Cutler publiceerde talloze poëziebundels, proza- en kinderboeken, alsmede zelfklevers met ironische teksten of epigrammen, die hij aan willekeurige mensen uitdeelde en die als ‘Cutlerismen’ bekendstonden. De stijl van zijn performance was onderkoeld; hij sprak uiterst traag en sereen, met weinig intonatie, en met heel lange pauzes. Inhoudelijk was het taalgebruik bedrieglijk eenvoudig, maar uiterst surrealistisch en dikwijls gewelddadig. Zijn songs zijn rustig en zitten vol woordspelingen (zoals bv. in ‘Wooden Tree’: My brother was round at the back, but flat at the front).
Tevens stond hij als excentriekeling bekend; hij fietste overal heen in Londen en droeg graag pofbroeken. Hij was een voorstander van vrijwillige euthanasie en voerde actie voor de vermindering van lawaai.
- Biblioteca Nacional de España: XX888372
- Bibliothèque nationale de France: cb125993365 (data)
- Gemeinsame Normdatei: 108139778
- International Standard Name Identifier: 0000 0000 8084 4350
- Library of Congress Control Number: n50020519
- MusicBrainz: 5845b9fb-e5aa-4e96-9f62-6e8ec4b02c39
- Nationale Bibliotheek van Israël: 987007365018505171
- Nederlandse Thesaurus van Auteursnamen: 071991654
- RKD-Nederlands Instituut voor Kunstgeschiedenis: 343386
- Système universitaire de documentation: 193010321
- Virtual International Authority File: 5050882
- WorldCat: E39PBJdgWRvXhrw4y6QvM3frMP